# Handtuchbewegung
Die Handtuchbewegung (griechisch κίνημα της πετσέτας) oder auch Bewegung für freie Strände (griechisch κίνημα για ελεύθερες παραλίες) ist eine Bürgerbewegung in Griechenland, die im Juli 2023 auf der Insel Paros ihren Anfang nahm und bewirkte, dass die Gesetze zur Nutzung der griechischen Strände verstärkt durchgesetzt wurden.

## Geschichte
Nach der geltenden griechischen Gesetzgebung haben alle Bürger das Recht auf freien Zugang zum Meer. Jedoch konnten die Einheimischen von Paros kaum noch Platz an ihren Stränden finden, da oft nicht lizenzierte Unternehmen gesamte Strände mit Strandliegen bestückten, die nur gegen Bezahlung genutzt werden konnten, und nicht zahlende Besucher vertrieben. Ende Juli 2023 kam es auf Paros zu Demonstrationen gegen diese Situation mit Transparenten, auf denen stand: „Beanspruchen Sie den Strand: Die Bewegung der Bürger von Paros für freie Strände“ («Διεκδικήστε την παραλία: Το κίνημα των πολιτών της Πάρου για ελεύθερες παραλίες»). Diese Bürgerbewegung hatte nicht nur zum Ziel, Platz auf den Stränden für nicht zahlende Badegäste zurückzuerobern, sondern auch zu einem besseren Schutz der dortigen Ökosysteme beizutragen.
Der Verein „Archilochos“ (Αρχίλοχος) auf Paros hatte die Initiative unter dem Namen „Bürgerbewegung für freie Strände – Rettet die Strände von Paros“ («Κίνηση Πολιτών Πάρου για Ελεύθερες Παραλίες – Save Paros Beaches») ins Leben gerufen. Ein Mitglied dieses Vereins gab an, dass man mit diesem Thema an die Öffentlichkeit gehe, da neben den bezahlenden Touristen auch diejenigen ihr Handtuch kostenlos auf den Strand legen können sollten, die auf der Insel wohnten. Es wurde den für die Strände zuständigen Behörden vorgeworfen, lediglich am Gewinn interessiert zu sein, während sie nicht kontrollierten, ob das Recht der Gemeinschaft auf den Strand bestehen bleibe. Gesetzlich festgelegt ist, dass höchstens 50 % eines Strandes kommerziell genutzt werden dürfen. Viele Unternehmen würden nur 20 bis 30 % eines Strandabschnitts pachten, dann jedoch ihre Sonnenliegen und -schirme über weit größere Bereiche ausbreiten und Wucherpreise für ein Set mit Sonnenschirm verlangen. Die Medien nannten diese Initiative dann Handtuchbewegung.
Von der Handtuchbewegung wurde dazu aufgerufen, an bestimmten Tagen auf Paros zahlreich an denjenigen Stränden baden zu gehen, die illegal von Privatunternehmern genutzt wurden, und dort zu verweilen, Handtücher auszubreiten sowie mit Flugblättern und Plakaten die Gäste über die Illegalität der Unternehmer aufzuklären. Außerdem strengten Mitglieder der Bürgerbewegung auch Verfahren gegen die Betreiber von Strandliegen an. Auf Naxos wurde mit Drohnen die Belegung der Strände dokumentiert und die Aufnahmen als Beweis für die Gesetzübertretung genutzt.
Von Paros aus breitete sich die Bewegung auf andere Inseln aus. Auch auf Naxos, Rhodos und Serifos wurde für die Einhaltung des Gesetzes zum freien Meereszugang 2023 protestiert und prozessiert.

## Auswirkungen
Nach den Protesten auf Paros wurden Anfang August 2023 auf den griechischen Inseln verstärkt Kontrollen an Stränden durchgeführt. So wurden beispielsweise in der Bucht Santa Maria von Paros daraufhin die illegal betriebenen Sonnenliegen entfernt.
Im türkischen Urlaubsort Çeşme, westlich von Izmir, schlossen sich ebenfalls Einheimische nach griechischem Vorbild zur Besetzung des kommerziell genutzten Strandes zusammen, breiteten ihre Handtücher aus und verliehen so ihrer Forderung nach einem freien und kostenlosen Zugang zum Meer Nachdruck.
Zum effektiveren Vorgehen gegen die illegale Nutzung von Stränden Griechenlands, das mit 14.000 km über die längste Küstenlinie am Mittelmeer verfügt, wurde von den zuständigen Behörden die App MyCoast eingeführt, die im Juni 2024 bereits von über 30.000 Menschen heruntergeladen wurde. Mit dieser App können illegal durch Beachbars oder Sonnenliegen-Betreiber besetzte Strände mit entsprechenden Angaben und Fotos gemeldet werden, wenn man höchstens 10 km von dem jeweiligen Strand entfernt ist und über eine griechische Steuernummer verfügt. Anfang Juni 2024 waren bereits über 1900 Anzeigen in Attika, den Kykladen, Chalkidiki und Preveza durch die App eingegangen. Zuwiderhandlungen gegen den freien Zugang zum Meer werden mit 2.000 bis 60.000 Euro geahndet. Festgelegt wurde unter anderem, dass der Mindestabstand von Sonnenschirmen bis zum Meer 4 Meter betragen und zwischen den Sonnenliegen verschiedener Pächter ein Freiraum von 6 Metern eingehalten werden muss. Zum zusätzlichen Schutz der Strände kündigte das Ministerium der digitalen Verwaltung an, unter anderem KI-Tools einsetzen zu wollen, die das Ufer scannen und Verstöße aufdecken sollen.

## Medien
Weltweit wurde die Handtuchbewegung in zahlreichen Medien aufgegriffen. Es gab Meldungen darüber in Deutschland, Österreich, England, Frankreich, Italien, Spanien, Indien, den Niederlanden, der Schweiz, den USA und der Türkei.